# Cicindela californica
Cicindela californica är en skalbaggsart som beskrevs av Ménétriés 1843. Cicindela californica ingår i släktet Cicindela och familjen jordlöpare.

## Underarter
Arten delas in i följande underarter:
- C. c. mojavi
- C. c. pseudoerronea